# Regan Reese
Regan Reese (Los Ángeles, California; 23 de octubre de 1984) es una actriz pornográfica y modelo erótica retirada y actriz de películas B estadounidense.

## Biografía
Natural de Los Ángeles, Regan Reese, nombre artístico de April Arroyo, nació en octubre de 1984 en una familia de ascendencia italiana y puertorriqueña. Estudió ingeniería de sonido y trabajó en la música durante un tiempo, así como estríper en algunos locales del área de California. Descubierta por un agente de talentos, debutó como actriz pornográfica en 2005, con 21 años, siendo su primera película Scurvy Girls, del estudio Metro.
Como actriz, ha trabajado con productoras como Diabolic, New Sensations, Naughty America, 3rd Degree, Wicked Pictures, Burning Angel, Pure Play Media, Brazzers, Evil Angel, Hustler, Adam & Eve, Zero Tolerance, Vivid o Kink.com, entre otras.
En 2009 recibió su primera nominación en los Premios AVN en la categoría de Mejor escena de trío por Sweat 3. Al año siguiente volvió a estar nominada, esta vez en la categoría de Artista femenina no reconocida del año.
Dejó de realizar producciones de cine erótico de manera continua en 2009, dedicando la mayor parte de su tiempo a pequeños papeles en películas de serie B. Continuó grabando algunas escenas y películas durante los años siguientes, retirándose con más de 170 películas como actriz.

## Premios y nominaciones
| Año  | Ceremonia    | Resultado | Premio                                 | Trabajo |
| ---- | ------------ | --------- | -------------------------------------- | ------- |
| 2008 | Premios FAMA | Nominada  | Rookie del año favorita                | —       |
| 2009 | Premios AVN  | Nominada  | Mejor escena de trío                   | Sweat 3 |
| 2010 | Premios AVN  | Nominada  | Artista femenina no reconocida del año | —       |
| 2010 | Premios AVN  | Nominada  | Estrella web del año                   | —       |